# Liste des procureurs généraux des États confédérés
 (mai 2022).
La mise en forme du texte ne suit pas les recommandations de Wikipédia : il faut le « wikifier ».
Les points d'amélioration suivants sont les cas les plus fréquents. Le détail des points à revoir est peut-être précisé sur la page de discussion.
- Les titres sont pré-formatés par le logiciel. Ils ne sont ni en capitales, ni en gras.
- Le texte ne doit pas être écrit en capitales (les noms de famille non plus), ni en gras, ni en italique, ni en « petit »…
- Le gras n'est utilisé que pour surligner le titre de l'article dans l'introduction, une seule fois.
- L'italique est rarement utilisé : mots en langue étrangère, titres d'œuvres, noms de bateaux, etc.
- Les citations ne sont pas en italique mais en corps de texte normal. Elles sont entourées par des guillemets français : « et ».
- Les listes à puces sont à éviter, des paragraphes rédigés étant largement préférés. Les tableaux sont à réserver à la présentation de données structurées (résultats, etc.).
- Les appels de note de bas de page (petits chiffres en exposant, introduits par l'outil «  Source ») sont à placer entre la fin de phrase et le point final[comme ça].
- Les liens internes (vers d'autres articles de Wikipédia) sont à choisir avec parcimonie. Créez des liens vers des articles approfondissant le sujet. Les termes génériques sans rapport avec le sujet sont à éviter, ainsi que les répétitions de liens vers un même terme.
- Les liens externes sont à placer uniquement dans une section « Liens externes », à la fin de l'article. Ces liens sont à choisir avec parcimonie suivant les règles définies. Si un lien sert de source à l'article, son insertion dans le texte est à faire par les notes de bas de page.
- La présentation des références doit suivre les conventions bibliographiques. Il est recommandé d'utiliser les modèles {{Ouvrage}}, {{Chapitre}}, {{Article}}, {{Lien web}} et/ou {{Bibliographie}}. Le mode d'édition visuel peut mettre en forme automatiquement les références.
- Insérer une infobox (cadre d'informations à droite) n'est pas obligatoire pour parachever la mise en page.

Pour une aide détaillée, merci de consulter Aide:Wikification.
Si vous pensez que ces points ont été résolus, vous pouvez retirer ce bandeau et améliorer la mise en forme d'un autre article.
Ses fonctions étaient les mêmes que celles du procureur général des États-Unis. Mais en plus, il avait "un pouvoir de surveillance sur les comptes des maréchaux, greffiers et officiers de tous les tribunaux des États confédérés, et sur toutes les réclamations contre les États confédérés." La Cour suprême n'a jamais été établie en raison d'une "opposition farouche " par des suprémacistes blancs à un tribunal fédéral qui pourrait abolir l'esclavage.

## Liste des procureurs généraux des États confédérés
| # | Image | Nom                                        | À partir de       | Jusqu'à           | Parti politique |
| - | ----- | ------------------------------------------ | ----------------- | ----------------- | --------------- |
| 1 |       | Judah P. Benjamin                          | 21 février 1861   | 17 septembre 1861 | Démocrate       |
|   |       | Wade Keyes (Procureur général par intérim) | 17 septembre 1861 | 21 novembre 1861  | Démocrate       |
| 2 |       | Thomas Bragg                               | 21 novembre 1861  | 18 mars 1862      | Démocrate       |
| 3 |       | Thomas H. Watts                            | 18 mars 1862      | 1er octobre 1863  | Démocrate       |
|   |       | Wade Keyes (Procureur général par intérim) | 1er octobre 1863  | 2 janvier 1864    | Démocrate       |
| 4 |       | George Davis                               | 2 janvier 1864    | 24 avril 1865     | Démocrate       |